# Gregor Maček
Gregor Maček starejši, slovenski stavbar, * 25. februar 1664, † 18. oktober 1725.
Gregor Maček starejši je od leta 1701 sodeloval pri gradnji ljubljanske stolnice (po načrtih Andrea Pozza), od leta 1704 naprej tudi kot vodja gradnje oziroma polir. Vodil je tudi gradnjo novega ljubljanskega semenišča (od 1708) in mestne hiše (1717–1718), oboje po načrtih Carla Martinuzzija. Izven Ljubljane je, verjetno po tujih načrtih, zidal še cerkev na Šmarni gori in na Dobrovi, cerkev Marijinega brezmadežnega spočetja v Kamniku in nekatere druge objekte.  
Po poklicu je bil zidar, ne arhitekt, iz njegove oporoke pa je moč razbrati, da ni znal ne brati ne pisati. Njegovo delo je kasneje nadaljeval sin Gregor Maček mlajši (1701–1745).  